# Teatro Popolare di Rostock

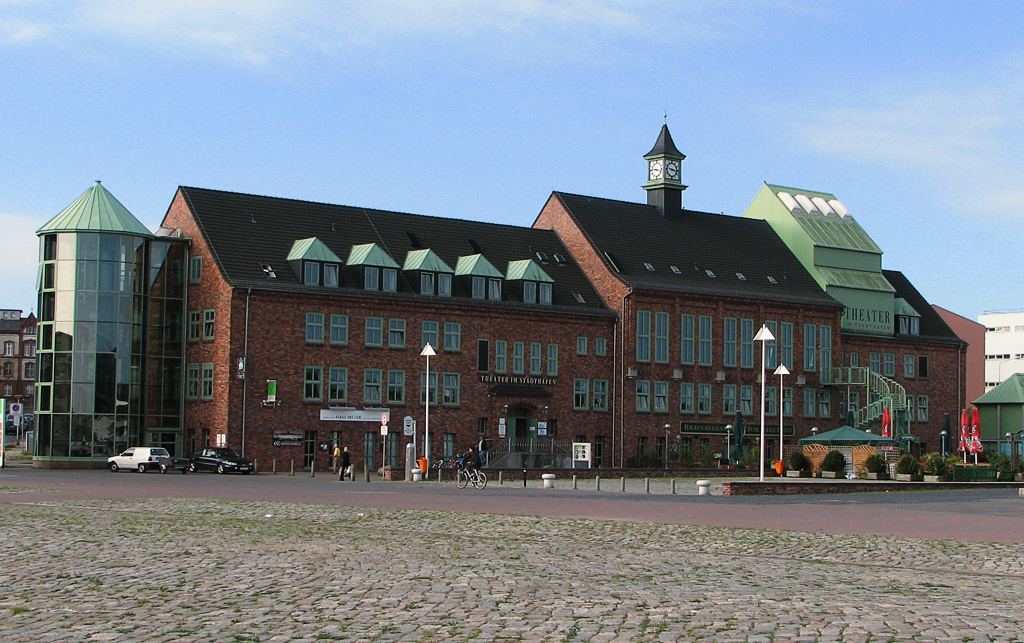
Il Theater im Stadthafen - uno dei tre teatri

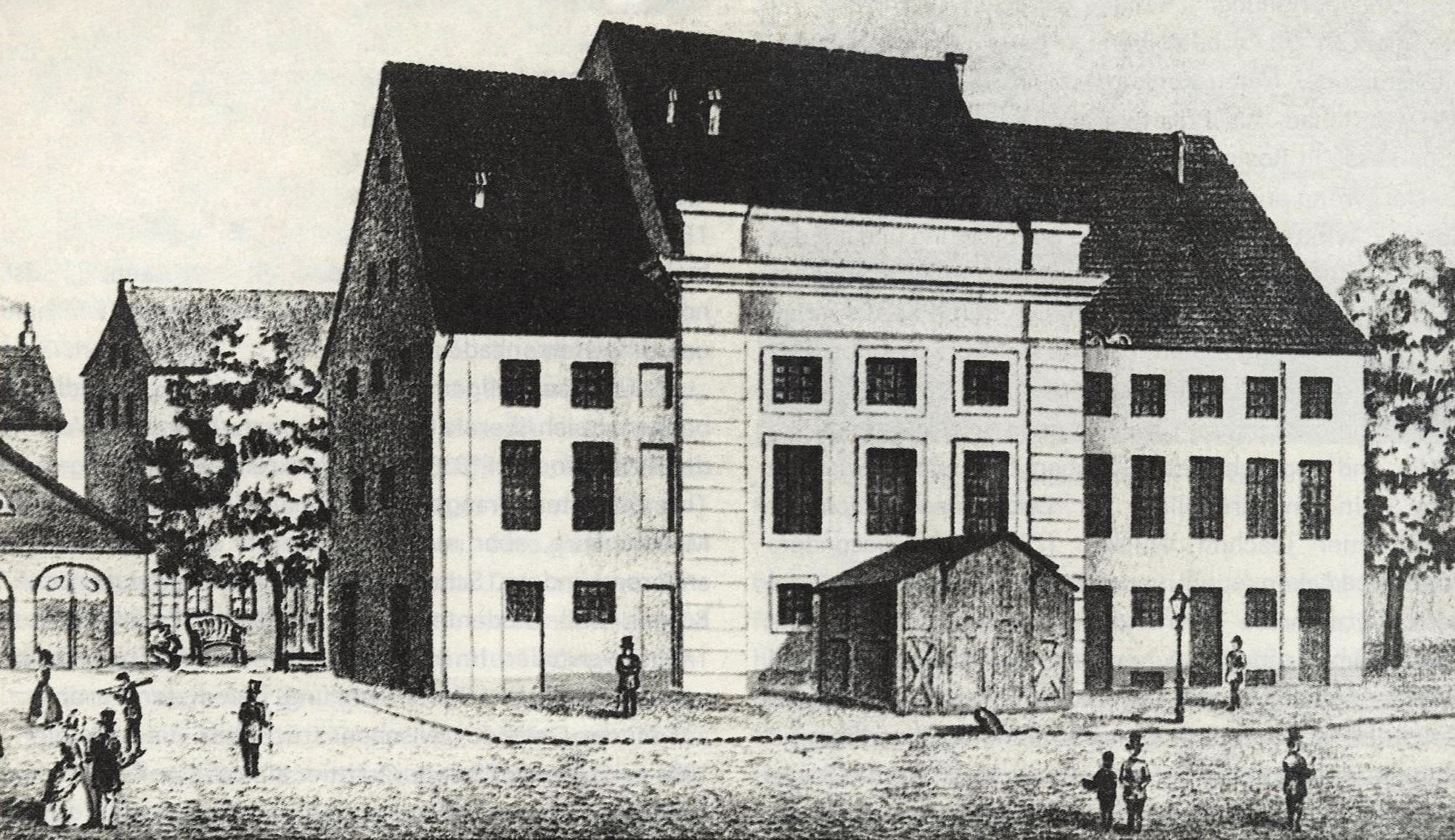
Il teatro municipale nel 1786–1880

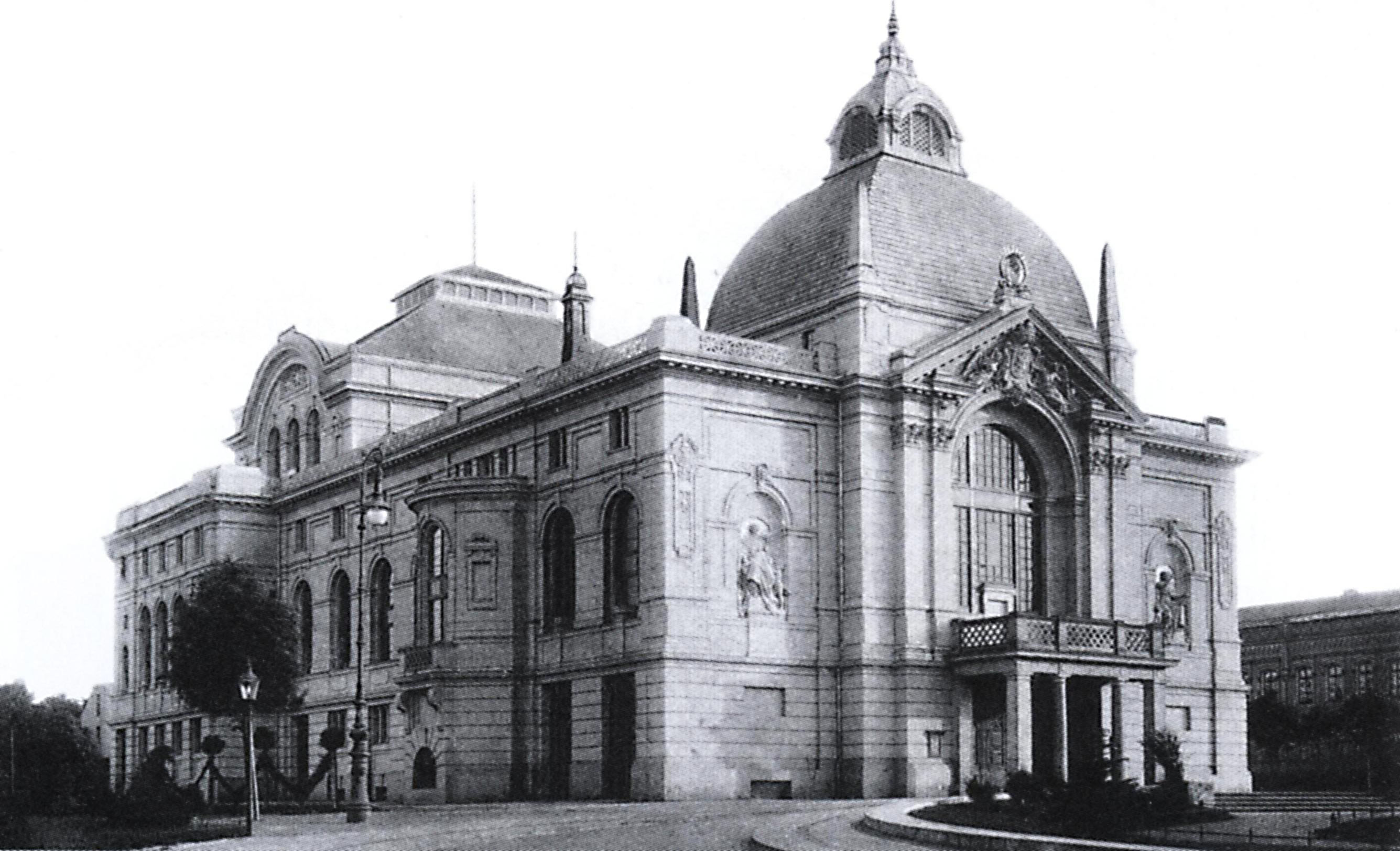
Il teatro municipale nel 1895 to 1942

Il Teatro Popolare di Rostock (tedesco: Volkstheater Rostock) è il teatro municipale della città anseatica di Rostock, Germania. Ha tre sedi: la Großes Haus, il Theater im Stadthafen e il Kleine Komödie e mette in scena commedie, spettacoli musicali/opera, balletti e concerti orchestrali filarmonici. C'è un teatro per bambini e un club giovanile teatrale appositamente per bambini e giovani.